# Květoslava Neradová
Květoslava Neradová, rozená Pánková, (9. dubna 1933, Praha – 1. března 2016, tamtéž) byla česká publicistka, pedagožka a znalkyně literatury.

## Život
Do šesti let vyrůstala i s bratrem u svého dědečka, který roku 1921 vstoupil z idealismu do KSČ.
Její otec Josef Pánek byl asistentem na prosektuře na pražském Albertově. (Zde se za války setkal i s těly parašutistů převezených z kostela sv. Cyrila a Metoděje. Roku 1948 i s tělem ministra Jana Masaryka.) Její otec byl přesvědčen, že Jan Masaryk sebevraždu nespáchal. Podle Masarykových odřených rukou soudil, že se při pádu zoufale chytal omítky, což dobrovolný sebevrah asi neudělá.
V dětství trpěla mnoha nemocemi a v této době získala lásku k literatuře. Bavily ji i cizí jazyky.
Roku 1948 i pod dojmem dějinných zvratů a zážitků konvertovala ke katolické církvi, což jí později činilo problémy při vysokoškolském studiu českého a ruského jazyka. Promovala roku 1956 a o rok později se vdala za dr. Karla Nerada, rovněž katolicky orientovaného, znalce v oboru resuscitace, jenž později léčil i Jana Wericha. Působila na Katedře knihovnictví a teorie kultury. Zde pořádala i polooficiální přednášky pro své přátele.
V 70. letech se o ni zajímala Státní bezpečnost z důvodu styků např. s Tomášem Halíkem či Janem Patočkou a protisocialistických názorů, jakož i korespondence se západními přáteli. Překládala zakázané autory. Později byla propuštěna a pracovala ve Státní knihovně v Praze a v archivu. Začala organizovat bytové semináře. Po smrti otce roku 1969 se starala o matku stiženou Alzheimerovou chorobou a vyrovnávala se se smrtí syna Ondřeje. Dále překládala a angažovala se v exilové literatuře. Připravovala také studenty ke zkouškám na vysokou školu.
Po roce 1989 se vrací k vysokoškolskému působení a stává se členkou Rady Českého rozhlasu.
Roku 1996 založila Vyšší odbornou školu publicistiky. Sama si ale stěžovala na nedostatek zapálených spolupracovníků. Později z postu ředitelky odešla. Spolu s novinářkou Ivanou Denčevovou a religionistou Romanem Paďoukem se na Českém rozhlase 6 podílela na pořadu Kořeny.
Zemřela v Praze.